# Austroaeschna ingrid
Austroaeschna ingrid – gatunek ważki z rodziny żagnicowatych (Aeshnidae). Endemit Australii, znany wyłącznie z Grampians National Park w stanie Wiktoria.